# Чурилов, Геннадий Станиславович
Геннадий Станиславович Чури́лов (5 мая 1987, Магнитогорск, Челябинская область — 7 сентября 2011, Туношна, Ярославская область) — российский хоккеист, центральный нападающий. Всю свою профессиональную карьеру провел в ярославском «Локомотиве». Погиб в авиакатастрофе.

## Биография
Родился 5 мая 1987 года в Магнитогорске. Как и старший брат Виктор, воспитанник «Металлурга», первый тренер — Михаил Калашников. Играл за юниорские команды «Металлург-87» (2000—2003) и «Металлург-2» (2003—2004). Сезон 2004/2005 провёл в Канаде, выступая за команду «Квебек Ремпартс», играющую в Главной юниорской хоккейной лиге Квебека (QMJHL).
С 2005 года играл за ярославский клуб «Локомотив».
Погиб вместе с командой «Локомотив» 7 сентября 2011 года при вылете самолёта из ярославского аэропорта на первый матч нового сезона КХЛ в Минске. Похоронен на Левобережном кладбище Магнитогорска.

## Статистика
| Легенда | Легенда                    | Легенда | Легенда                   | Легенда | Легенда    |
| ------- | -------------------------- | ------- | ------------------------- | ------- | ---------- |
| И       | Количество проведённых игр | Штр     | Штрафное время            | +/−     | Плюс-минус |
| Г       | Голы                       | П       | Голевые передачи          | О       | Очки       |
| -       | Статистика неизвестна      | —       | Статистика не учитывалась |         |            |

## Достижения
- Серебряный призёр чемпионата России по хоккею — 2008, 2009
- Бронзовый призёр — 2011
- Серебряный призёр молодёжного чемпионата мира для игроков не старше 20 лет — 2006, 2007
- Приз КХЛ «Железный человек» (сыгравшему наибольшее количество матчей в трёх последних сезонах игроку) — 2010